# Neuvième circonscription de la préfecture de Hyōgo
La neuvième circonscription de la préfecture de Hyōgo (兵庫県第9区, Hyōgo-ken dai-kyū-ku) est l'une des douze circonscriptions législatives que compte la préfecture de Hyōgo au Japon.

## Description géographique
Entre 1994 et 2013, la neuvième circonscription de la préfecture de Hyōgo comprenait les villes d'Akashi et Sumoto et les districts de Tsuna (ja) et Mihara (ja).
Depuis 2013, elle regroupe les villes d'Akashi, Sumoto, Minamiawaji et Awaji,.

## Députés
| Législature | Début de mandat | Fin de mandat | Député élu           | Parti politique | Parti politique |
| ----------- | --------------- | ------------- | -------------------- | --------------- | --------------- |
| 41e         | 1996            | 2000          | Ichizō Miyamoto (ja) |                 | Shinshintō      |
| 42e         | 2000            | 2003          | Ichizō Miyamoto (ja) |                 | PLD             |
| 43e         | 2003            | 2005          | Yasutoshi Nishimura  |                 | SE              |
| 44e         | 2005            | 2009          | Yasutoshi Nishimura  |                 | PLD             |
| 45e         | 2009            | 2012          | Yasutoshi Nishimura  |                 | PLD             |
| 46e         | 2012            | 2014          | Yasutoshi Nishimura  |                 | PLD             |
| 47e         | 2014            | 2017          | Yasutoshi Nishimura  |                 | PLD             |
| 48e         | 2017            | 2021          | Yasutoshi Nishimura  |                 | PLD             |
| 49e         | 2021            | 2024          | Yasutoshi Nishimura  |                 | PLD             |
| 50e         | 2024            | -             | Yasutoshi Nishimura  |                 | SE              |